# Tokatspor
Tokatspor (celým názvem Tokat Spor Kulübü) je turecký fotbalový klub z města Tokat, který byl založen v roce 1969. Svá domácí utkání hraje na stadionu Gaziosmanpaşa Stadyumu s kapacitou 5 762 (jiný zdroj uvádí 7 500 diváků). Klubové barvy jsou červená a bílá.
V sezóně 2012/13 skončil na 4. místě TFF 2. lig Beyaz (turecká třetí liga - bílá skupina).